# Corleone (Voorheen: Bizzy Blaze)
1. DOORVERWIJZING Corleone (artiest)